# Tembagapura
Tembagapura (deutsch Kupferstadt) ist eine indonesische Stadt auf Neuguinea. Sie liegt im Süden der Provinz Papua Tengah auf 2812 m Höhe und gehört zum Distrikt (Kecamatan) Tembagapura im Regierungsbezirk (Kabupaten) Mimika. Im Distrikt leben 20.697 Menschen (2010).
Die Stadt wurde zur Unterbringung der Arbeiter der 10 km entfernten Grasberg-Mine errichtet. Der Flughafen der Stadt heißt Flughafen Mozez Kilangin und hat den IATA-Code TIM.
Am 7. April 2018 wurden während einer indonesischen Militäroperation im Bezirk Tembagapura ein Kirchenbesucher erschossen und drei weitere Besucher schwer verletzt.